# Franklin Zeltzer
Franklin Zeltzer (Valencia, Venezuela, 8 de diciembre de 1988) es un futbolista venezolano, se desempeña en el terreno de juego como guardameta y su último equipo fue la Gran Valencia Fútbol Club de la Primera División de Venezuela.

## Trayectoria
Su primer club Carabobo FC donde hace su debut en Primera división de Venezuela en 2007 contra el Deportivo Táchira en el templo del Fútbol el Estadio Pueblo Nuevo, aprovechando la confianza del técnico quien lo llama al minuto 73 tras la expulsión del portero Bolaños, encuentro que terminó con empate 0-0 salvando en varias ocasiones a su equipo y donde el Carabobo FC quedaría en cancha con 9 jugadores.
- El 28 de agosto de 2007 bajo las órdenes del DT Lino Alonso es convocado como portero suplente en la Copa Sudamericana en el encuentro entre el Carabobo FC y el El Nacional de Ecuador en la ciudad de Quito en el Estadio Atahualpacon victoria de los locales por 4-0.

En 2008 pasaría a formar parte del nuevo equipo de Segunda División de Venezuela el Unefa CF debutando en la primera fecha de la liga el 17 de agosto de 2008 en el Estadio Brígido Iriarte ante Hermandad Gallega FC ganando por 2-0 y manteniendo su arco en cero.
Copa Venezuela debuta el 27 de agosto de 2008 ante el Atlético Orinoco encuentro que terminaría en los 90 minutos con empate 1-1 y teniendo que ir a la prórroga donde llevó a la victoria por 3-1 al Unefa CF.
Copa Venezuela en la primera Fase "A" el 27 de agosto de 2008 en el Estadio Brígido Iriarte ante el AC Minervén de la Primera División de Venezuela contribuyó a la victoria de su club Unefa CF con victoria de 4-2, donde detuvo un tiro penal.
- En 2009 pasa al nuevo equipo Atlético Venezuela  de la Segunda División de Venezuela, saliendo campeón 2009-2010 y subiendo a la primera División en la temporada 2010-2011

## Detalles
- Más minutos sin recibir gol: 238 minutos jugando para Unefa CF entre el 15 de agosto al 29 de agosto de 2008.

## Selección nacional
Ha vestido la camiseta de la Selección de Fútbol de Venezuela en la categoría Sub-20.

## Clubes
| Club                      | País      | Año         | Juegos | GOLES Marcados |
| ------------------------- | --------- | ----------- | ------ | -------------- |
| Carabobo FC               | Venezuela | 2007        | 4      | 0              |
| Unefa CF                  | Venezuela | 2008-2009   | 22     | 0              |
| Atlético Venezuela        | Venezuela | 2009-2010   | 14     | 1              |
| Atlético Venezuela        | Venezuela | 2009-2010   | 22     | 0              |
| Portuguesa Fútbol Club    | Venezuela | 2011-2013   | 51     | 0              |
| Zulia Fútbol Club         | Venezuela | 2013        |        |                |
| Carabobo FC               | Venezuela | 2013-2014   | ?      | ?              |
| Academia Puerto Cabello   | Venezuela | 2015-2016   | 21     | 0              |
| Gran Valencia Fútbol Club | Venezuela | 2016 - 2021 |        |                |

## Palmarés

### Campeonatos nacionales
| Título                               | Club               | País      | Año      |
| ------------------------------------ | ------------------ | --------- | -------- |
| CampeónSegunda División de Venezuela | Atlético Venezuela | Venezuela | 20092010 |
| Campeón Torneo Clausura Segunda A    | Atlético Venezuela | Venezuela | 2010     |

actual carabobo FC

### Distinciones individuales
| Distinción                                     | Año       | País      |
| ---------------------------------------------- | --------- | --------- |
| Portero más destacado de la Segunda División A | 2009–2010 | Venezuela |